# ۳۰۰ (کمیک)
۳۰۰ مجموعه کتاب‌های کمیک است که در سال ۱۹۹۸ توسط فرانک میلر با الهام از یک حادثه تاریخی نوشته شده‌است. کمیک بازگویی داستانی از نبرد ترموپیل و حوادث منتهی به آن از دیدگاه لئونیداس از اسپارت است. ۳۰۰ از فیلمی که در سال ۱۹۶۲ به نام ۳۰۰ اسپارتی که میلر زمان جوانی آن را دیده بود الهام گرفته شده است.از این کار در سال ۲۰۰۷ فیلم ۳۰۰ اقتباس شده است.